# 青壯年
青壯年（young adult）一般是指年齡在18歲至40歲（或41歲）周歲年紀的成人，不過也有不同的定義（例如爱利克·埃里克森提出的埃里克森社会心理发展阶段等）。成人在青壯年之後的階段稱為中年，年齡約為45歲至59歲間。65歲及65歲以上的稱為老年。

## 外部連結
- Early adulthood （页面存档备份，存于）
- Erik Erikson's 8 Stages of Psychosocial Development （页面存档备份，存于）
- Publications on Young Adults （页面存档备份，存于） at the Berman Jewish Policy Archive @ NYU Wagner （页面存档备份，存于）
- Sommers, Christina Hoff. 2000. The War against Boys: How Misguided Feminism Is Harming Our Young Men. New York: Simon & Schuster. 251 p. ISBN 0-684-84956-9
- 维基共享资源上的相關多媒體資源：青壯年

| 前任： 青少年 Adolescence | 人類發展階段 青壯年 Young Adult | 繼任： 中年 Middle age |